# Zarządcy kolonialni Belize i Hondurasu Brytyjskiego
Kolonia brytyjska w południowo-wschodniej części półwyspu Jukatan została założona w 1671 przez osadników przybyłych z Jamajki. Początkowo nazywała się osadą Belize i była samodzielna. W 1741 gubernator Jamajki wysłał dwóch urzędników, Roberta Hodgsona i Williama Pitta, aby sprawowali nad nią nadzór. W 1749 zostało utworzone stanowisko nadzorcy. W 1862 Belize oficjalnie uzyskało status kolonii brytyjskiej i zmieniło nazwę na Honduras Brytyjski. Władzę nad nim sprawował od tej pory wicegubernator, podlegający gubernatorowi Jamajki. W 1884 Honduras Brytyjski stał się samodzielną kolonią brytyjską, a władzę nad nią sprawował regionalny gubernator.
Od 1981 Belize jest niepodległym państwem, a władzę nad nim sprawuje gubernator generalny w imieniu monarchy Brytyjskiego.

## 1671–1749
Wybrzeże Moskitów zaczęto kolonizować w 1671 przez mieszkańców brytyjskiej kolonii na Jamajce na polecenie gubernatora Sir Thomasa Lyncha, w odpowiedzi na instrukcje króla Karola II Stuarta. W ten sposób powstała między innymi Osada Belize. 31 lipca 1741 gubernator Jamajki Edward Trelawny wyznaczył Roberta Hodgsona i Williama Pitta, by sprawowali nadzór nad nowo utworzonymi koloniami.

## Nadzorcy osady Belize (1749–1862)
Stanowisko nadzorcy zostało utworzone w 1749 z inicjatywy gubernatora Jamajki Edwarda Trelawny'ego. Kolejni gubernatorzy byli wyznaczani przez gubernatora Jamajki. Początkowo nadzorca osady Belize był nazywany nadzorcą Wybrzeża Moskitów.
| Imię                         | Od                 | Do                 | Przyp.      |
| ---------------------------- | ------------------ | ------------------ | ----------- |
| Robert Hodgson, Sr.          | 1749               | 1758               | [ 3 ]       |
| Inż. Richard Jones           | 1758               | 1760               | [ 1 ]       |
| kpt. Joseph Otway            | 1760               | 1767               | [ 3 ]       |
| Robert Hodgson, Jr.          | 1767               | 1775               | [ 3 ]       |
| John Ferguson (p.o.)         | 1775               | 1776               | [ 1 ]       |
| John Ferguson                | 1776               | 1776               | [ 3 ]       |
| James Lawrie                 | 17 maja 1776(dts)  | 10 marca 1787(dts) | [ 1 ] [ 3 ] |
| ppłk Edward M. Despard       | 10 marca 1787(dts) | czerwiec 1790      | [ 3 ]       |
| Peter Hunter                 | czerwiec 1790      | marzec 1791        | [ 3 ]       |
| Wakat                        | marzec 1791        | styczeń 1797       | [ 3 ]       |
| ppłk Thomas Barrow           | styczeń 1797       | 1800               | [ 3 ]       |
| bryg. Richard Basset         | 1800               | grudzień 1802      | [ 3 ]       |
| ppłk Thomas Barrow           | styczeń 1803       | 1805               | [ 3 ]       |
| ppłk Gabriel Gordon          | 1805               | 1806               | [ 3 ]       |
| ppłk Alexander Kerr Hamilton | 1806               | 1809               | [ 3 ]       |
| ppłk John Smyth              | 1809               | 1814               | [ 3 ]       |
| płk George Arthur            | 1814               | 1822               | [ 3 ]       |
| gen. mjr A.H. Pye            | 1822               | 1823               | [ 3 ]       |
| gen. mjr Edward Codd         | 1823               | 1829               | [ 3 ]       |
| mjr Alexander MacDonald      | 1829               | 1830               | [ 3 ]       |
| ppłk Francis Cockburn        | 1830               | 1837               | [ 3 ]       |
| płk Alexander MacDonald      | 1837               | 1843               | [ 3 ]       |
| płk Charles Fancourt         | 1843               | 1851               | [ 3 ]       |
| Philip Wodehouse             | 1851               | 1854               | [ 3 ]       |
| William Stevenson            | 1854               | 1857               | [ 3 ]       |
| Frederick Seymour            | 1857               | 1862               | [ 3 ]       |

1. ↑  Rządy demokratycznie wybranych urzędników

## Wicegubernatorzy Brytyjskiego Hondurasu (1862–1884)
W 1862 osada Belize oficjalnie uzyskała status kolonii brytyjskiej i zostało nazwane Hondurasem Brytyjskim. Władzę nad nim od tej pory sprawował wicegubernator, podlegający gubernatorowi Jamajki.
| Imię              | Od                | Do                |
| ----------------- | ----------------- | ----------------- |
| Frederick Seymour | 1862              | 1864              |
| John Austin       | 1864              | 1867              |
| James Longden     | 1867              | 1870              |
| William Cairns    | 1870              | 1874              |
| Robert Mundy      | 1874              | 1877              |
| Frederick Barlee  | 1877              | 13 maja 1883(dts) |
| Robert Harley     | 13 maja 1883(dts) | 1884              |

## Gubernatorzy Brytyjskiego Hondurasu (1884–1973)
W 1884 Honduras Brytyjski uzyskał niepodległość od Jamajki i stał się samodzielną kolonią brytyjską, zarządzaną przez gubernatora.
| Imię                    | Od                        | Do                        |
| ----------------------- | ------------------------- | ------------------------- |
| Sir Roger Goldsworthy   | 1884                      | 1891                      |
| Sir Alfred Moloney      | 1891                      | 1897                      |
| Sir David Wilson        | 1897                      | 15 kwietnia 1904(dts)     |
| Sir Ernest Sweet-Escott | 15 kwietnia 1904(dts)     | 13 sierpnia 1906(dts)     |
| Sir Eric Swayne         | 13 sierpnia 1906(dts)     | 19 maja 1913(dts)         |
| Sir Wilfred Collet      | 19 maja 1913(dts)         | 29 stycznia 1918(dts)     |
| William Bennett (p.o.)  | 29 stycznia 1918(dts)     | 4 września 1918(dts)      |
| Nieznany                | 4 września 1918(dts)      | 22 marca 1919(dts)        |
| Sir Eyre Hutson         | 22 marca 1919(dts)        | 16 kwietnia 1925(dts)     |
| Sir John Burdon         | 16 kwietnia 1925(dts)     | 9 marca 1932(dts)         |
| Sir Harold Kittermaster | 9 marca 1932(dts)         | 18 maja 1934(dts)         |
| Nieznany                | 18 maja 1934(dts)         | 2 listopada 1934(dts)     |
| Sir Alan Burns          | 2 listopada 1934(dts)     | 18 listopada 1939(dts)    |
| Nieznany (p.o.)         | 18 listopada 1939(dts)    | 24 lutego 1940(dts)       |
| Sir John Hunter         | 24 lutego 1940(dts)       | 14 stycznia 1947(dts)     |
| Sir Edward Hawkesworth  | 14 stycznia 1947(dts)     | 1948                      |
| Nieznany (p.o.)         | 1948                      | 28 lutego 1949(dts)       |
| Sir Ronald Garvey       | 28 lutego 1949(dts)       | marzec 1952               |
| Nieznany (p.o.)         | marzec 1952               | 21 października 1952(dts) |
| Sir Patrick Renison     | 21 października 1952(dts) | sierpień 1955             |
| Nieznany (p.o.)         | sierpień 1955             | 17 stycznia 1956(dts)     |
| Sir Colin Thornley      | 17 stycznia 1956(dts)     | 9 grudnia 1961(dts)       |
| Sir Peter Stallard      | 9 grudnia 1961(dts)       | 11 lipca 1966(dts)        |
| Sir John Paul           | 11 lipca 1966(dts)        | 26 stycznia 1972(dts)     |
| Sir Richard Posnett     | 26 stycznia 1972(dts)     | 1 czerwca 1973(dts)       |

## Gubernatorzy Belize (1973–1981)
Z dniem 1 czerwca 1973, na mocy ustawy przyjętej przez Zgromadzenie Narodowe 9 października 1970, Honduras Brytyjski oficjalnie zmienił nazwę na Belize.
| Imię                | Od                  | Do                    |
| ------------------- | ------------------- | --------------------- |
| Sir Richard Posnett | 1 czerwca 1973(dts) | 1 czerwca 1976(dts)   |
| Sir Peter McEntee   | 1 czerwca 1976(dts) | 1980                  |
| Sir James Hennessy  | 1980                | 21 września 1981(dts) |

W 1981 Belize stało się niepodległym państwem i przystąpiło do Wspólnoty Narodów. Panowanie nad nim w imieniu monarchy Brytyjskiego sprawuje od tej pory gubernator generalny Belize.